# Saint-Genès-du-Retz
Saint-Genès-du-Retz là một xã ở tỉnh Puy-de-Dôme trong vùng Auvergne-Rhône-Alpes miền trung nước Pháp.